# Obsession (album de Blue System)
Pour les articles homonymes, voir Obsession.
Albums de Blue System
Twilight
(1989) Seeds of Heaven
(1991)
Singles
Obsession est le 4e album du groupe Blue System sorti le 22 janvier 1990.

## Titres
1. Love Is Such A Lonely Sword - 4:15
2. When Sarah Smiles - 3:47
3. Behind The Silence - 3:35
4. 2000 Miles - 3:52
5. Two Hearts Beat As One - 3:46
6. 48 Hours - 3:54
7. I'm Not That Kind Of Guy - 3:30
8. Try The Impossible - 3:27
9. Another Lonely Night - 3:12
10. I'm The Pilot Of Your Love - 3:24